# Anan, Nagano
Anan (阿南町 Anan-chō) là thị trấn thuộc huyện Shimoina, tỉnh Nagano, Nhật Bản. Tính đến ngày 1 tháng 10 năm 2020, dân số ước tính thị trấn là 4.299 người và mật độ dân số là 35 người/km2. Tổng diện tích thị trấn là 123,1 km2.

## Địa lý

### Đô thị lân cận
- Nagano
  - Urugi
  - Shimojō
  - Tenryū
  - Achi
  - Hiraya
  - Yasuoka
- Aichi
  - Toyone

## Giao thông

### Đường bộ
- Quốc lộ 151
- Quốc lộ 418